# Zalieutes
Zalieutes is een geslacht van straalvinnige vissen uit de familie van vleermuisvissen (Ogcocephalidae).

## Soorten
- Zalieutes elater (Jordan & Gilbert, 1882).
- Zalieutes mcgintyi (Fowler, 1952).